# Дискваліфікуючий фол
Дискваліфікуючий фол — це фол, який є результатом критично неспортивної поведінки гравця. Дискваліфікуючий фол можуть отримати гравці основного складу і запасні, тренер, а також офіційний представник команди.
Покарання: кількість штрафних кидків і наступне вкидання після них призначається так як і при неспортивному фолі.